# 清朝征服西藏
清朝征服西藏，中国史学界也称为驱准保藏，是1720年清朝為解決準噶爾汗國侵略勢力而進軍西藏，並從境內招集士兵組成遠征軍。此次軍事行動佔領了拉薩。有些人認為此役象徵清朝對西藏統治的開始。

## 歷史

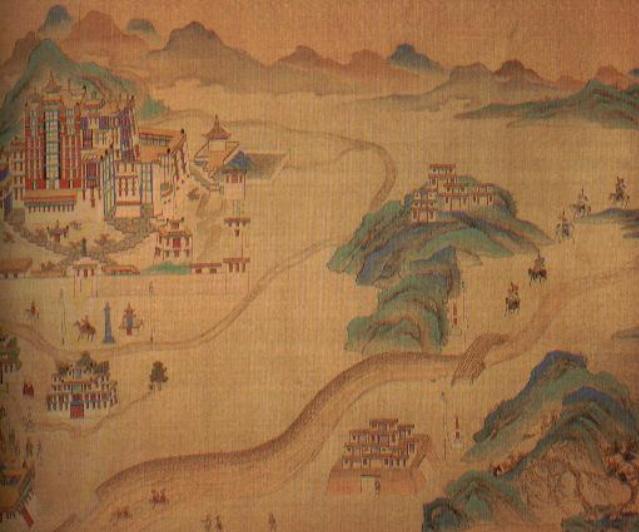
撫遠大將軍率軍進入拉薩

第五世達賴喇嘛是和碩特汗國的宗教首腦，其繼任者六世達賴喇嘛因準噶爾汗國侵略西藏而被殺害。而後，康熙帝為了開通貿易及避免準噶爾汗國的侵略，派遣皇十四子胤禵前往击退準噶爾汗國，恢復達賴喇嘛的統治，並為了統治方便而立了七世達賴喇嘛，準噶爾汗國因七世達賴喇嘛已立，加上清朝的勢力介入而放棄對西藏的統治。五世達賴喇嘛統治西藏時建立了有效的行政體系（甘丹颇章和噶厦），但依然先后以和碩特汗國（固始汗的后裔）和清朝作为世俗政治上的保護者，直到1912年辛亥動亂後清朝滅亡才結束其對西藏的保護。
清朝在許多地方都有綠營兵投入準噶爾的戰爭並在西藏駐軍，在1728年後在拉薩的駐軍全數採用綠營而非八旗。